# Марранкуш
Марранкуш (порт. Marrancos; МФА: [ma.ˈʁɐ̃.kuʃ]) — парафія в Португалії, у муніципалітеті Віла-Верде. Розташована в північно-західній частині країни, на теренах історичної португальської провінції Дору-Міню. Входить до складу округу Брага. За адміністративним поділом, чинним до 1976 року, терени парафії були складовою провінції Міню. Належить до Бразької архідіоцезії Католицької церкви. Патрон — святий Мамант. Площа — 3,2233 км². Населення — 504 ос. (2011). Слабо урбанізований регіон. Густота населення — 156,36 осіб/км²
. Код — 031326.

## Населення
| Кількість мешканців | Кількість мешканців | Кількість мешканців | Кількість мешканців | Кількість мешканців | Кількість мешканців | Кількість мешканців | Кількість мешканців | Кількість мешканців | Кількість мешканців | Кількість мешканців | Кількість мешканців | Кількість мешканців | Кількість мешканців | Кількість мешканців |      |
| ------------------- | ------------------- | ------------------- | ------------------- | ------------------- | ------------------- | ------------------- | ------------------- | ------------------- | ------------------- | ------------------- | ------------------- | ------------------- | ------------------- | ------------------- | ---- |
| 1864                | 1878                | 1890                | 1900                | 1911                | 1920                | 1930                | 1940                | 1950                | 1960                | 1970                | 1981                | 1991                | 2001                | 2011                |      |
| 238                 | 224                 | 244                 | 257                 | 306                 | 352                 | 349                 | 430                 | 432                 | 396                 | 412                 | 491                 | 583                 | 548                 | 1040                | 5000 |